# Distretto di San Miguel de Cauri
Il distretto di San Miguel de Cauri è un distretto del Perù nella provincia di Lauricocha (regione di Huánuco) con 9.699 abitanti al censimento 2007, dei quali 1.329 censiti in territorio urbano e 8.370 in territorio rurale.
È stato istituito il 26 dicembre 1940.